# One Chance – Einmal im Leben
One Chance – Einmal im Leben (Originaltitel: One Chance) ist eine US-amerikanisch-britische Filmbiografie von David Frankel aus dem Jahr 2013 mit James Corden in der Hauptrolle. Der Film zeichnet das Leben des britischen Tenors Paul Potts nach.

## Handlung
Paul Potts, Sohn eines britischen Stahlarbeiters, hat schon als Junge eine Vorliebe für italienische Oper. Weder sein Vater noch seine Mitschüler zeigen dafür Verständnis. Nur seine Mutter und später seine Freundin Julie unterstützen seinen Traum, Opernsänger zu werden.
Paul arbeitet in einem Handyladen.
Seinen gesparten Lohn und die Siegprämie eines örtlichen Talentwettbewerbs ermöglichen ihm eine Musikschule in Italien zu besuchen, wo er sogar sein Idol Luciano Pavarotti trifft. Beim Vorsingen versagen ihm jedoch die Nerven und der Meistertenor, sagt ihm keine große Karriere voraus.
So kehrt er enttäuscht nach Wales zurück und bricht aus Scham den Kontakt zu Julie ab. Nach einer Zeit jedoch besinnt er sich, versöhnt sich mit Julie und heiratet sie.
Da er weiter den Traum verfolgt, eine Oper zu singen, tritt er, trotz gerade erst erfolgter Blinddarm-OP im lokalen Theater auf, wo er daraufhin zusammenbricht und er seine Stimme verliert.
Nach einigen Monaten erlangt er zwar seine Stimme wieder, allerdings wird er dann in einen Fahrradunfall verwickelt. Die daraus resultierende Arbeitsunfähigkeit führt dazu, dass Paul immer lethargischer wird und auch die finanzielle Situation immer angespannter wird.
Schließlich bewirbt sich Paul, immer wieder von Julie unterstützt und motiviert, 2007 bei der britischen Castingshow Britain’s Got Talent und wird zum gefeierten Star.

## Hintergrund
An der Realisierung des Films waren die Filmproduktionsgesellschaften Relevant Entertainment und Syco Television beteiligt; er wurde in England, Italien und Wales gedreht.
Die Erstaufführung erfolgte am 9. September 2013 auf dem Toronto International Film Festival. Im Vereinigten Königreich war One Chance – Einmal im Leben ab dem 25. Oktober 2013 in den Kinos zu sehen, der Start in ausgewählten Häusern in den USA war für den 7. Februar 2014 vorgesehen; in Deutschland kam der Film am 22. Mai 2014 in die Kinos.

## Rezeption
One Chance – Einmal im Leben wurde überwiegend positiv bewertet; auf Rotten Tomatoes erreichte er bei 70 % der Rezensenten eine positive Bewertung.
Die Kritiker von TV Spielfilm sehen in dem Film ein „herziges Biopic“, das zwar an Potts Biografie einige „Schönheitsfrisuren“ vornehme und teilweise „überkandidelt“ sei, sich aber als „feinfühlige, zu Herzen gehende Milieustudie mit einem liebenswerten Hauptdarsteller“ erweise – „ein heiter-leichtes Außenseitermärchen“.

## Auszeichnungen
Golden Globe Awards 2014
- Nominierung in der Kategorie Bester Filmsong „Sweeter Than Fiction“ für Jack Antonoff, Taylor Swift

## Soundtrack
Die Gesangspassagen des Hauptdarstellers wurden alle von Paul Potts persönlich eingesungen.
- „Nessun dorma“ – Paul Potts
- „Nella Fantasia“ – Paul Potts
- „Vesti la giubba“ (aus Pagliacci) – Paul Potts
- „E lucevan le stelle“ – Paul Potts
- „Ich liebe Dich“ – Paul Potts
- „Time to Say Goodbye“ (Con te partirò) (2012 Version) – Il Divo
- „I. Allegro con brio“ (Mozart: Symphony No. 25 in G Minor, K. 183) – Columbia Symphony Orchestra & Bruno Walter
- „Celeste Aida“ (aus Aida) – Paul Potts
- „Farewell to Earth“ – Paul Potts & Kylie Watt
- „Introitus Kyrie“ (Mozart: Requiem, K.626) – The Bavarian Radio Symphony Orchestra, Colin Davis & Angela Maria Blasi
- „Arrivederci Roma“ (in B) – Vittorio Grigolo
- „’O sole mio“ – Mario Lanza
- „Che gelida manina“ (aus La Bohème) – Paul Potts
- „O Soave Fanciulla“ – Paul Potts & Kylie Watt
- „Sweeter Than Fiction“ Taylor Swift